# Emil Lohse

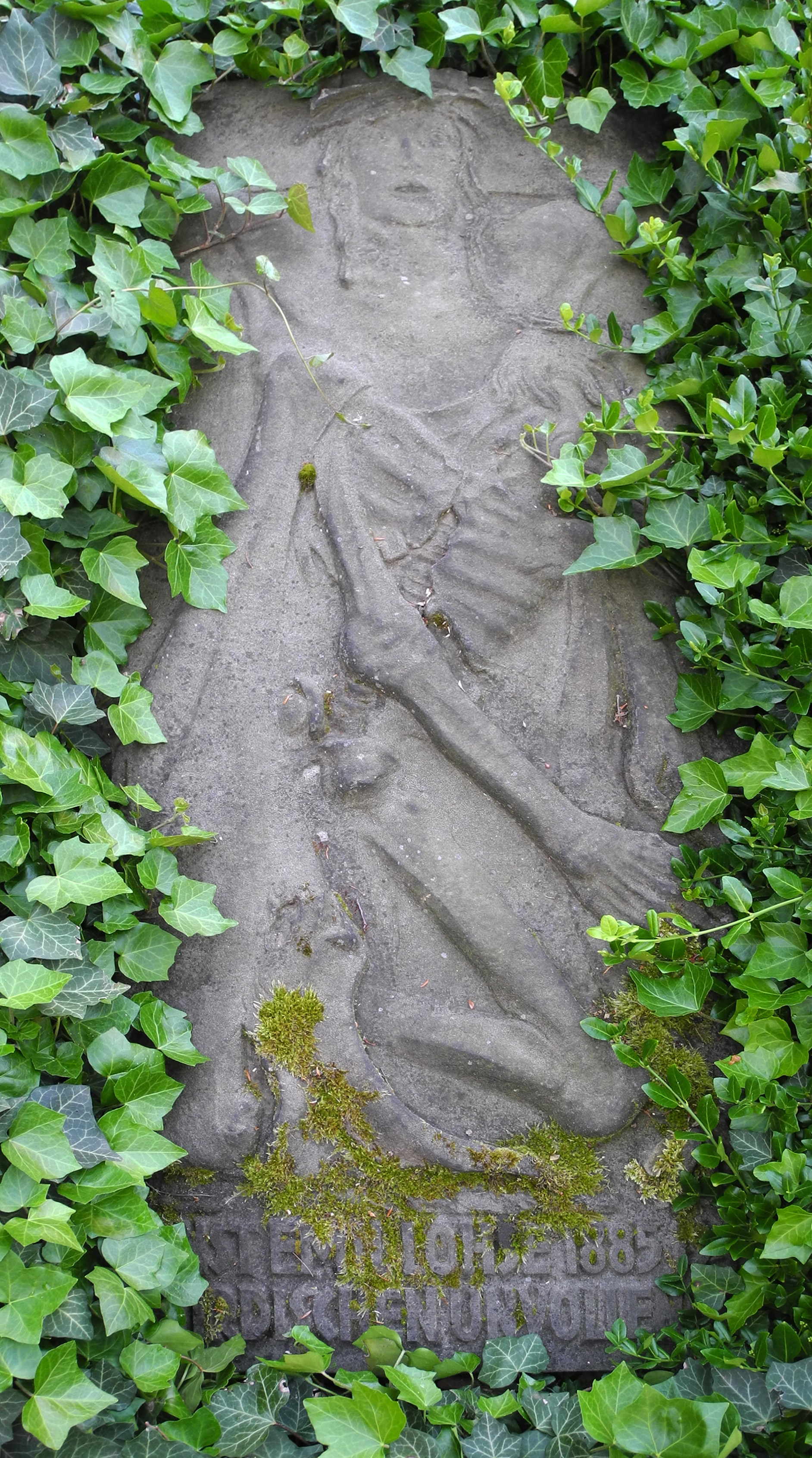
Grabplatte auf dem Inneren Plauenschen Friedhof

Ernst Emil Lohse (* 9. Juli 1885 in Schmiedeberg; † 14. Februar 1949 in Dresden) war ein deutscher Pädagoge, Kunsthistoriker, Volkskundler, Museumsleiter, Zeichner, Maler und Scherenschnittkünstler.

## Leben

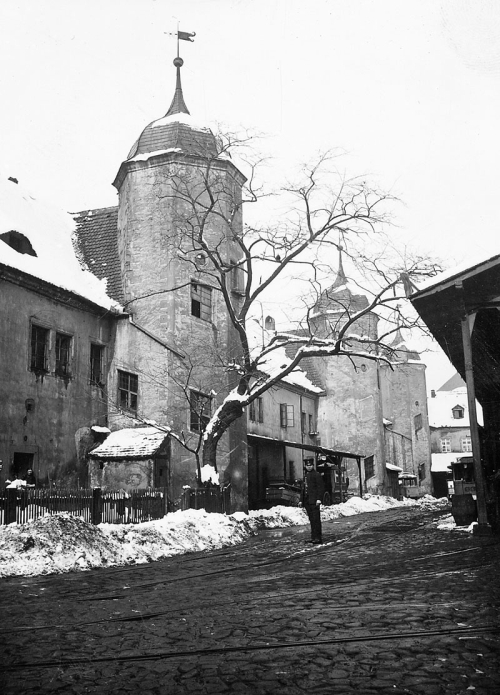
Jägerhof Dresden

Der aus Schmiedeberg im Osterzgebirge stammende Emil Lohse besuchte die Volksschulen in seinem Geburtsort und in Dresden. In der sächsischen Landeshauptstadt absolvierte er von 1900 bis 1906 erfolgreich das Königliche Lehrerseminar. Anschließend war er als Hülfslehrer in Pillnitz und Schmiedeberg tätig, bevor er seine künstlerische Ader entdeckte und von 1911 bis 1913 an der Kunstgewerbeschule in Dresden studierte, wo er den Abschluss als staatlich geprüfter Zeichenlehrer erlangte. Als solcher wirkte er zunächst in Bischofswerda, wurde dann jedoch als Soldat zum Krieg eingezogen. In dieser Zeit als Sanitäter bei einem Landwehrregiment entstanden erste Scherenschnitte, die rasche Verbreitung unter den Soldaten fanden und ihn bekannt machten. Trotzdem wurde er kein freischaffender Künstler, sondern unterrichtete weiter Schüler als Lehrer zunächst erneut in Bischofswerda, ab 1922 jedoch an der Oberschule in Oschatz.
1924 wechselte Emil Lohse an das Pädagogische Institut der Technischen Hochschule Dresden, wo er zuletzt als Dozent wirkte. Nach dem Tod von Oskar Seyffert wurde er zeitgleich ehrenamtlicher Leiter des Landesmuseums für Sächsische Volkskunst im Jägerhof in Dresden. Er erlebte als solcher die Bombardierung der Stadt am 13. Februar 1945 und beteiligte sich aktiv am Wiederaufbau. Bis zu seinem Tod 1949 blieb er Museumsleiter. Seine Grabstätte befindet sich auf dem Inneren Plauenschen Friedhof.
Zahlreiche Bücher sind heute mit seinen Illustrationen versehen.